# Dagmar Damková
Dagmar Damková (født 29. december 1974) er en tjekkisk fodbolddommer. Hun har været FIFA-dommer siden 1999